# سادات (خرمشهر)
سادات (خرمشهر)، روستایی از توابع بخش مینو شهرستان خرمشهر در استان خوزستان ایران است.
اکثریت افرادی که در این روستا سکونت دارند از سادات محمدیه و جابری از نسل سید موسی و سید جابر فرزندان سید علی بن سید جابر الصغیر هستند که بعد از جنگ اکثریت آنها از جزیره مینو خارج شده و در امیدیه(عمیدیه) و شادگان و سربندر ساکن شدند . بعضی هم از خوزستان به قم و تهران و مشهد مهاجرت کردند.

## جمعیت
این روستا در دهستان جزیره مینو قرار دارد و براساس سرشماری مرکز آمار ایران در سال ۱۳۸۵، جمعیت آن ۲۹۶ نفر (۶۳خانوار) بوده‌است.